# Escut de Vilassar de Mar
L'escut oficial de Vilassar de Mar té el següent blasonament:
Escut caironat partit: 1r d'argent, tres torres obertes de gules sobre un peu d'atzur amb una barca de vela llatina d'argent; 2n d'or, quatre pals de gules. Per timbre, una corona mural de vila.

## Història
Va ser aprovat el 9 de setembre del 2009 i publicat al DOGC número. 5475 de l'1 d'octubre del mateix any; l'expedient d'adopció de l'escut municipal havia estat iniciat per l'Ajuntament el 27 d'abril del 2006.

Escut antic, utilitzat des del 1893

Les tres torres sobre el mar, que al·ludeixen a les torres de defensa tradicionals de la vila, ja apareixien a l'escut utilitzat des del 1893, en què es representava també el Montcabrer somat d'una petita creu. També eren presents a l'escut tradicional la barca, que recorda el passat mariner de la localitat, dedicada a la construcció de vaixells de vela, i els quatre pals, que fan referència a la seva antiga adscripció a la batllia reial de Sant Genís de Vilassar.